# Дьєнб'єнфу (аеропорт)
Аеропорт Дьєнб'єнфу (в'єт. Sân bay Điện Biên Phủ), (IATA: HUI, ICAO: VVPB) — в'єтнамський комерційний аеропорт, розташований у місті Дьєнб'єнфу на північному сході країни.
| Авіакомпанія     | Місто прибуття (аеропорт) |
| ---------------- | ------------------------- |
| Vietnam Airlines | Ханой                     |